# Dvorac u Karpatima
Dvorac u Karpatima (francuski: Le Château des Carpathes) pustolovni je roman kojeg je napisao francuski pisac Jules Verne. Objavljen je 1892., a govori o tajanstvenom dvorcu u srcu Transilvanije i pokušajima mjesnog lugara da razotkrije tajne dvorca.

## Radnja
Mir i idilu planinskoga sela Wersta usred priprema za vjenčanje lugara Nica Decka i načelnikove kćeri, prelijepe Miriote, narušavaju neobične pojave u planinskome dvorcu, za koji su mještani vjerovali da je odavno napušten. Do dvorca se nitko ne usuđuje, što zbog tradicionalnih stoljetnih vjerovanja transilvanskog puka u strašna nadnaravna bića, što zbog učinaka neobičnih izuma kojima vješt manipulator održava strah i praznovjerje prvih susjeda ne bi li sačuvao vlastiti mir. Dolazak stranca koji se odjednom žustro zainteresira za tajnoviti dvorac još će više uznemiriti selo, ali i kroz niz uzbudljivih epizoda donijeti rasplet jedne davne tragedije s kazališnih pozornica Pariza.

## Likovi
- Nicolas "Nic" Deck, mjesni lugar zaručen za sučevu kćer; pokušava razotkriti zagonetke mjesnog dvorca.
- Miriota Koltz, Nicolasova zaručnica i kći mjesnog suca; pokušava odgovoriti Nicolasa od odlaska u dvorac.
- Majstor Koltz, mjesni sudac i načelnik te Miriotin otac.
- Frik, seoski pastir; prvi je vidio dim u dvorcu i prvi je predložio ekspediciju u brda.
- Dr. Patak, mjesni liječnik i bivši bolničar; glumi skeptika, ali je u strahu dok s Nicolasom hoda prema dvorcu.
- Hermod, mjesni učitelj koji slabo zna čitati i računati, ali je stručnjak za mitove, legende i čarobna stvorenja.
- Jonas, Židov i vlasnik mjesne gostionice, jedan od uglednijih mještana Wersta.

## Zanimljivosti
- Prema nekim stručnjacima, upravo je čitanjem ove knjige Bram Stoker dobio poticaj za pisanje svog legendarnog romana Drakula.

## Daljnje čitanje
- Shah, Raj. 2014. Counterfeit Castles: The Age of Mechanical Reproduction in Bram Stoker's Dracula and Jules Verne's Le Château des Carpathes. Texas Studies in Literature and Language. 56 (4): 428–71. doi:10.7560/tsll56404

## Vanjske poveznice
- Le Château des Carpathes at Project Gutenberg
- The Castle of the Carpathians